# Ćwiercie
Ćwiercie [pronunciación en polaco: /ˈt͡ɕfjɛrt͡ɕɛ/] (en alemán: Schwärze) es un pueblo ubicado en el distrito administrativo de Gmina Walce, dentro del Condado de Krapkowice, Voivodato de Opole, en el sur de Polonia occidental. Se encuentra aproximadamente a 4 kilómetros al noroeste de Walce, a 9 kilómetros al sur de Krapkowice, y a 31 kilómetros al sur de la capital regional Opole.
Antes de 1945, el área era parte de Alemania.